# Twice2
#Twice2 (được cách điệu thành #TWICE2; Hashtag Twice Two) là album tổng hợp tiếng Nhật thứ hai của nhóm nhạc nữ Hàn Quốc Twice. Album bao gồm cả phiên bản tiếng Hàn và tiếng Nhật của "Likey", "Heart Shaker", "What is Love?", "Dance the Night Away" và "Yes Or Yes". Album được phát hành vào ngày 6 tháng 3 năm 2019 bởi Warner Music Japan.

## Bối cảnh và phát hành
Vào tháng 1 năm 2019, JYP Entertainment đã thông báo rằng Twice sẽ phát hành album tổng hợp tiếng Nhật thứ hai của họ vào ngày 6 tháng 3, cũng như bắt đầu chuyến lưu diễn tại Nhật Bản vào cuối tháng. "Likey (phiên bản tiếng Nhật)" đã được phát hành trước vào ngày 10 tháng 1 dưới dạng đĩa đơn kỹ thuật số, cùng với một video âm nhạc đi kèm. "What Is Love? (Phiên bản tiếng Nhật)" được phát hành trước dưới dạng đĩa đơn kỹ thuật số vào ngày 7 tháng 2, cũng với một video âm nhạc đi kèm.
#Twice2 được phát hành chính thức vào ngày 6 tháng 3 với ba phiên bản: Standard Edition, First Press Limited Edition A (CD và photo book) và Limited Edition B (CD và DVD).  Album cũng được phát hành dưới dạng tải nhạc số ở định dạng EP, chỉ chứa năm bài hát tiếng Nhật.

## Quảng bá
Vào ngày 8 tháng 3 năm 2019, Twice đã thực hiện các tiết mục "Yes or Yes (phiên bản tiếng Nhật)","Likey (phiên bản tiếng Nhật)" và "What Is Love? (Phiên bản tiếng Nhật)" trên Music Station.

## Hiệu suất thương mại
Album ra mắt ở vị trí số 1 trên bảng xếp hạng ngày của Oricon Albums Chart với 95.825 bản được bán, phá vỡ kỷ lục của Twice về doanh số album ngày đầu tiên cao nhất cho các nhóm nhạc nữ Kpop tại Nhật Bản. Album cũng được báo cáo rằng lượng phân phối đã vượt quá con số 250.000 bản. #Twice2 sau đó đứng đầu Bảng xếp hạng album Oricon hàng tuần với doanh số hơn 200.000. Đây là album đầu tiên của một nữ nghệ sĩ nước ngoài bán được hơn 200.000 album trong tuần đầu tiên kể từ sau Super Girl của Kara năm 2011.

## Danh sách bài hát
| #Twice2 — Standard edition | #Twice2 — Standard edition             | #Twice2 — Standard edition                  | #Twice2 — Standard edition | #Twice2 — Standard edition                      | #Twice2 — Standard edition |
| STT                        | Nhan đề                                | Phổ lời                                     | Phổ nhạc | Biên khúc                                       | Thời lượng                 |
| -------------------------- | -------------------------------------- | ------------------------------------------- | --- | ----------------------------------------------- | -------------------------- |
| 1.                         | "Likey (Japanese ver.)"                | Black Eyed Pilseung Jeon Goon Mayu Wakisaka | Black Eyed Pilseung Jeon Goon | Rado                                            | 3:29                       |
| 2.                         | "Heart Shaker (Japanese ver.)"         | Galactika Risa Horie Na.Zu.Na Yu-ki Kokubo  | David Amber Sean Alexander | David Amber Avenue 52                           | 3:08                       |
| 3.                         | "What Is Love? (Japanese ver.)"        | J.Y. Park "The Asiansoul" Risa Horie        | J.Y. Park "The Asiansoul" | Min Lee "collapsedone"                          | 3:30                       |
| 4.                         | "Dance the Night Away (Japanese ver.)" | Wheesung (Realslow) Eri Osanai              | Anne Judith Stokke Wik Jonatan Gusmark & Ludvig Evers a.k.a. Moonshine Moa Anna Carlebecker Forsell a.k.a. Cazzi Opeia Seung-eun Oh Andreas Baertels | Jonatan Gusmark & Ludvig Evers a.k.a. Moonshine | 3:03                       |
| 5.                         | "Yes or Yes (Japanese ver.)"           | Sim Eun-jee Yuka Matsumoto                  | David Amber Andy Love | David Amber                                     | 4:01                       |
| 6.                         | "Likey"                                | Black Eyed Pilseung Jeon Goon               | Black Eyed Pilseung Jeon Goon | Rado                                            | 3:29                       |
| 7.                         | "Heart Shaker"                         | Galactika                                   | David Amber Sean Alexander | David Amber Avenue 52                           | 3:08                       |
| 8.                         | "What Is Love?"                        | J.Y. Park "The Asiansoul"                   | J.Y. Park "The Asiansoul" | Min Lee "collapsedone"                          | 3:30                       |
| 9.                         | "Dance the Night Away"                 | Wheesung (Realslow)                         | Anne Judith Stokke Wik Jonatan Gusmark & Ludvig Evers a.k.a. Moonshine Moa Anna Carlebecker Forsell a.k.a. Cazzi Opeia Seung-eun Oh Andreas Baertels | Jonatan Gusmark & Ludvig Evers a.k.a. Moonshine | 3:03                       |
| 10.                        | "Yes or Yes"                           | Sim Eun-jee                                 | David Amber Andy Love | David Amber                                     | 3:58                       |
| Tổng thời lượng:           | Tổng thời lượng:                       | Tổng thời lượng:                            | Tổng thời lượng: | Tổng thời lượng:                                | 34:19                      |

| #Twice2 — Limited edition bonus DVD | #Twice2 — Limited edition bonus DVD                               | #Twice2 — Limited edition bonus DVD |
| STT                                 | Nhan đề                                                           | Thời lượng                          |
| ----------------------------------- | ----------------------------------------------------------------- | ----------------------------------- |
| 1.                                  | "Likey (Japanese ver.)" (music video)                             |                                     |
| 2.                                  | "Heart Shaker (Japanese ver.)" (music video)                      |                                     |
| 3.                                  | "What Is Love? (Japanese ver.)" (music video)                     |                                     |
| 4.                                  | "Dance the Night Away (Japanese ver.)" (music video)              |                                     |
| 5.                                  | "Yes or Yes (Japanese ver.)" (music video)                        |                                     |
| 6.                                  | "Likey" (music video)                                             |                                     |
| 7.                                  | "Heart Shaker" (music video)                                      |                                     |
| 8.                                  | "What Is Love?" (music video)                                     |                                     |
| 9.                                  | "Dance the Night Away" (music video)                              |                                     |
| 10.                                 | "Yes or Yes" (music video)                                        |                                     |
| 11.                                 | "Likey (Japanese ver.)" (music video making movie)                |                                     |
| 12.                                 | "Heart Shaker (Japanese ver.)" (music video making movie)         |                                     |
| 13.                                 | "What Is Love? (Japanese ver.)" (music video making movie)        |                                     |
| 14.                                 | "Dance the Night Away (Japanese ver.)" (music video making movie) |                                     |
| 15.                                 | "Yes or Yes (Japanese ver.)" (music video making movie)           |                                     |
| 16.                                 | "#Twice2" (jacket shooting making movie)                          |                                     |

## Bảng xếp hạng
| Bảng xếp hạng (2019)         | Thứ hạng cao nhất |
| ---------------------------- | ----------------- |
| Album Nhật Bản (Oricon)      | 1                 |
| Japan Hot Albums (Billboard) | 1                 |

## Chứng nhận
| Quốc gia                                  | Chứng nhận | Số đơn vị/doanh số chứng nhận |
| ----------------------------------------- | ---------- | ----------------------------- |
| Nhật Bản (RIAJ)                           | Platinum   | 250.000^                      |
| ^ Chứng nhận dựa theo doanh số nhập hàng. |            |                               |